# Neunkirchen am Potzberg
Neunkirchen am Potzberg là một đô thị thuộc huyện Kusel, bang Rheinland-Pfalz, phía tây nước Đức. Đô thị Neunkirchen am Potzberg có diện tích 5,01 km², dân số thời điểm ngày 31 tháng 12 năm 2006 là 440 người.